# Santos FC
Santos FC eller Santos Futebol Clube är en brasiliansk fotbollsklubb i Santos i delstaten São Paulo, bildad 14 april 1912. Klubben har smeknamnet Peixe, vilket betyder fisk, men deras maskot är i själva verket en val. Anledningen till detta är att Santos är en hamnstad, till skillnad från alla andra stora fotbollslag från São Paulo. En supporter till klubben kallas för Santista. Hemmaarenan heter Urbano Caldeira, även känd som Vila Belmiro.
Klubben bildades samma dag som Titanic träffade isberget, på initiativ av tre sportentusiaster; Raimundo Marques, Mário Ferraz de Campos och Argemiro de Souza Júnior. Klubben vann sin första delstatsturnering 1935 och sin andra 20 år senare, 1955.
Pelé gick med i klubben som 17-åring, 1956, och stannade i hela 17 år och spelade sammanlagt 729 matcher för klubben, med otroliga 784 gjorda mål. Med Pelé vann Santos FC interkontinentala cupen 1962 och 1963.
20 januari 1998 blev Santos den första och enda fotbollsklubben någonsin att ha gjort över 10 000 mål. 26 oktober 2005 gjorde man sitt 11 000:e mål mot i en bortamatch mot Vasco da Gama, det första målet av tre. Santos vann matchen med 3–1.

## Viktiga titlar

### Världsmästerskap
- Interkontinentala cupen: 1962 och 1963.
- Recopa Mundial: 1968.

### Kontinentala mästerskap
- Copa Libertadores de América: 1962, 1963 och 2011.
- Recopa Sul-Americana: 2012.
- Copa CONMEBOL: 1998.

### Inhemska mästerskap
- Campeonato Brasileiro Série A: 1961, 1962, 1963, 1964, 1965, 1968, 2002, 2004.
- Copa do Brasil: 2010.
- Torneio Rio-São Paulo: 1959, 1963, 1964, 1966, 1997.
- Campeonato Paulista: 1935, 1955, 1956, 1958, 1960, 1961, 1962, 1964, 1965, 1967, 1968, 1969, 1973, 1978, 1984, 2006, 2007, 2010, 2011.
- Copa FPF: 2004

## Kända spelare
- Carlos Alberto Torres
- Clodoaldo
- Gilmar
- Mauro
- Pelé
- Robinho
- Sócrates
- Zito
- Diego
- Elano
- Alex Rodrigo Dias da Costa
- Neymar
- Ganso
- Rodrygo